# Strømmen
Strømmen är en ort som utgör en del av tätorten Oslo, belägen i Lillestrøms kommun i Akershus fylke i sydöstra Norge. Orten ligger nära kommunens centralort Lillestrøm, cirka 20 kilometer utanför Oslo. Orten har cirka 12 000 invånare.